# 이상천
이상천(1954년 1월 15일 ~ 2004년 10월 19일)은 세계 챔피언을 지낸 한국인 쓰리쿠션 당구 선수이다. 대한민국 서울에서 태어나 경기고등학교를 거쳐 서울대학교를 중퇴한 뒤 33살이던 1987년 미국 뉴욕으로 이주했다.

## 프로 경력
"쓰리쿠션 당구계의 마이클 조던"이라 불리는 그는 미국으로 이주하기 전까지 전국당구 대회를 7번 우승하는 등 이미 한국 쓰리쿠션 당구계를 평정했었다. 미국에서 당구를 하기 위해 뉴욕으로 이주한 그는 1990년부터 2001년까지 미국 내셔날 챔피언십을 12회 연속 우승하기에 이른다. 이 대회에서의 놀라웠던 그의 무패행진은 2002년 결승전에서 미국의 페드로 피에드라부에나선수에게 패배하면서 막을 내렸다. 피에드라부에나 선수의 초기 당구 스승은 이상천이다.
2002년에는 부산 아시안게임에 쓰리쿠션 종목에 출전해 결승까지 오르게되나 한국의 황득희 선수에게 패하며 아시안게임 은메달리스트가 된다.
이상천은 1993년 벨기에 겐트에서 열린 세계 쓰리쿠션 대회에서 우승하며 세계 챔피언이 돼 40년 만에 이 대회를 우승한 미국인이 되었다. 1999년 대회에서도 우승을 노렸지만 결승전에서 딕 야스퍼스 선수에게 패했다.
선수로서 그의 목표중 하나는 "아름다운 당구"를 추구하는 것이었다. 평생을 당구에 헌신한 그는 51살이던 2004년 위암으로 타계하였다.
이상천은 2007년 5월 15일, 미국 당구 협회 명예의 전당에 헌액되었다.

## 주요 기록
- 1975년 3월 전국당구대회 3위. 한일대회 대표선수
- 1979년 7월 전국당구대회 우승
- 1980년 7월 전국당구대회 2위
- 1981년 7월 전국당구대회 우승
- 1982년 7월 전국당구대회 우승
- 1984년 전국당구대회 우승
- 1985년 전국당구대회 우승
- 1990년 프로 입문. 세계 7위
- 1990년 미국 내셔날 챔피언십 우승
- 1990년-2000년 12년 연속 미국 내셔날 챔피언십 우승
- 1990년-1994년 41게임 연속 승리 기록
- 1991년 5월 독일 베를린 월드컵 대회 첫 우승
- 1992년 10월 벨기에 브뤼셀 월드컵 대회 우승
- 1992년 11월 터키 이스탄불 월드컵 대회 우승
- 1993년 7월 네덜란드 암스테르담 월드컵 대회 우승
- 1994년 1월 벨기에 월드컵 대회 우승
- 1993년 세계 챔피언 등극(6개국-터키, 네덜란드, 독일, 일본, 벨기에, 이탈리아)
- 1993년 세계 당구 협회(BWA) 랭킹 1위
- 1999년 7월 미국 라스베가스 월드컵 대회 우승
- 1999년 12월 99년 최종 월드컵 대회 네덜란드 대회에서 2위
- 1999년 Dick Jasper(네덜란드)에 1점차로 세계 2위
- 2002년 부산아시안게임 은메달
- 2003년 12월 제1회 한밭배 전국 3C 우수선수 초청경기 우승
- 2004년 1월 제1회 당구를 정말로 사랑하는 사람들의 전국당구대회 3위
- 2004년 대한당구연맹 회장
- 2007년 미국당구협회(BCA) 명예의 전당 헌액

## 이상천 국제 오픈
이상천이 죽은 뒤 매년 그를 추모하는 대회가 열린다. 세계 정상급의 쓰리쿠션 당구 선수들이 참가하는 상리 인터내셔널 오픈은 이상천이 죽기 전까지 공동 소유자로 있던 뉴욕 퀸즈의 캐롬카페의 주최로 열린다.